# Putridarium

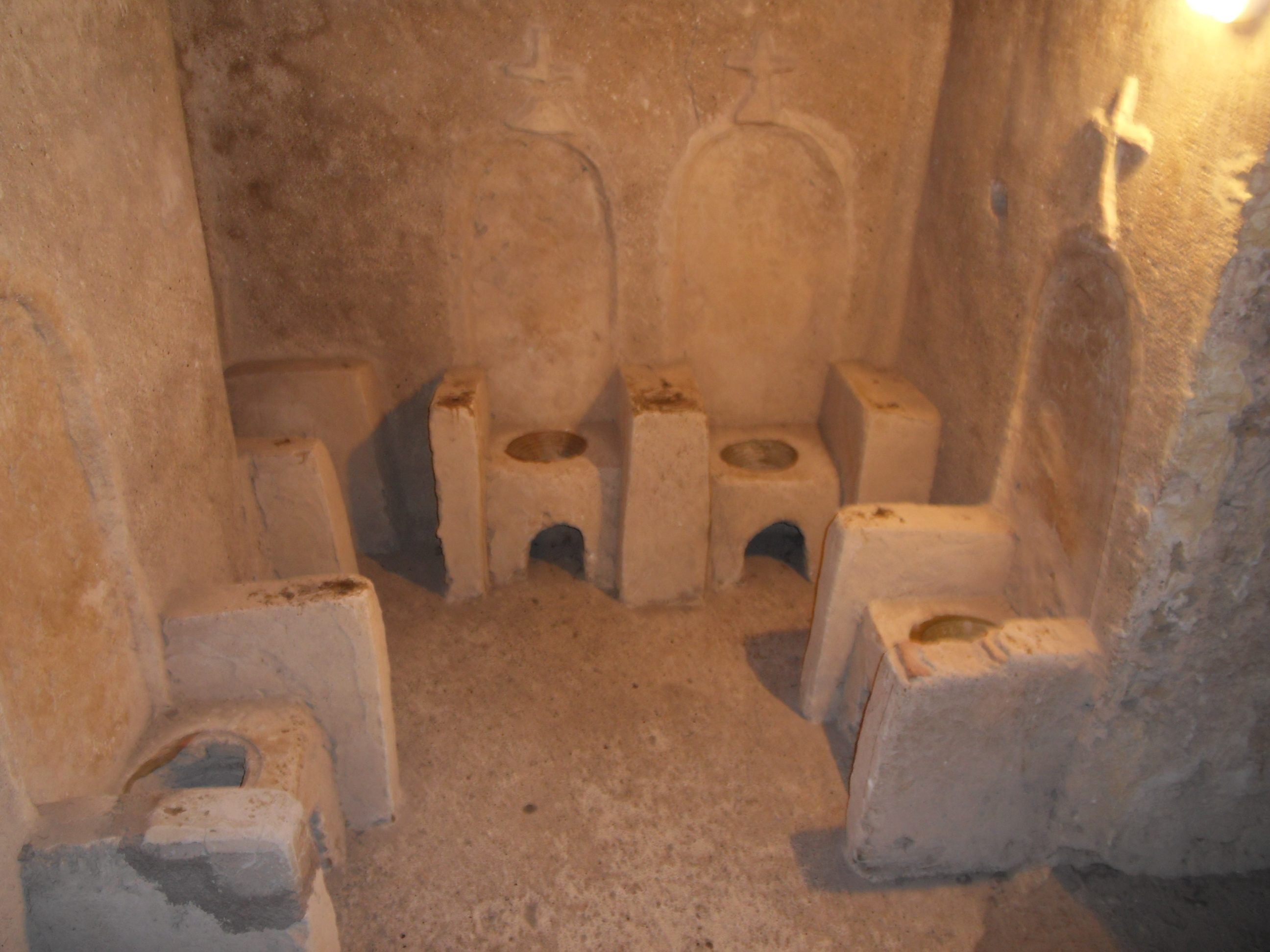
Putridarium klarisek, Castello Aragonese (Ischia)

Putridarium (z lat. putrefieri, tj. hnijící, rozpouštějící se) je dočasné pohřebiště určené pro depozici mrtvol během jejich rozkladu před přesunem kosterních pozůstatků na definitivní pohřebiště. Obvykle má podobu krypty umístěné pod podlahou kostela. Běžný je jejich výskyt především v klášterech na jihu Itálie, ovšem z hygienických důvodů tam přestaly být na počátku 20. století využívány.
Po pohřebních obřadech byli mrtví v putridariu vsazeni do kamenných lavic, aby se v nich jejich těla postupně dehydratovala a rozkládala. V lavicích byl velký otvor s nádobou, do níž během rozkladu stékaly tělesné tekutiny. Po patřičné době (obvykle se jednalo tak o rok) byly tyto očištěny a přemístěny k druhému pohřbu na definitivní pohřebiště, zpravidla do kostnice.